# Trzewia
Trzewia, trzewa, potocznie wnętrzności (łac. viscera, gr. splanchnon) – narządy wewnętrzne zwierząt (w tym i człowieka), znajdujące się w jamach ciała. Należą do tej grupy narządy klatki piersiowej i jamy brzusznej.
Trzewia występuje także u mięczaków jako narządy wewnętrzne, znajdujące się w worku trzewiowym.

Przeczytaj ostrzeżenie dotyczące informacji medycznych i pokrewnych zamieszczonych w Wikipedii.